# کوه ریشیری
کوه ریشیری (به ژاپنی: 利尻山, Rishiri-zan) یکی از کوه‌های استان هوکایدو در ژاپن است. نام این کوه در کتاب فهرست صد کوه معروف ژاپن، فهرست جدید صد کوه معروف ژاپن، فهرست صد کوه پرگل ژاپن و فهرست جدید صد کوه پرگل ژاپن آمده‌است. ارتفاع این کوه ۱۷۲۱ متر است. در فصل تابستان تعداد بسیاری از کوهنوردان از این کوه دیدن می‌کنند.

## نگارخانه

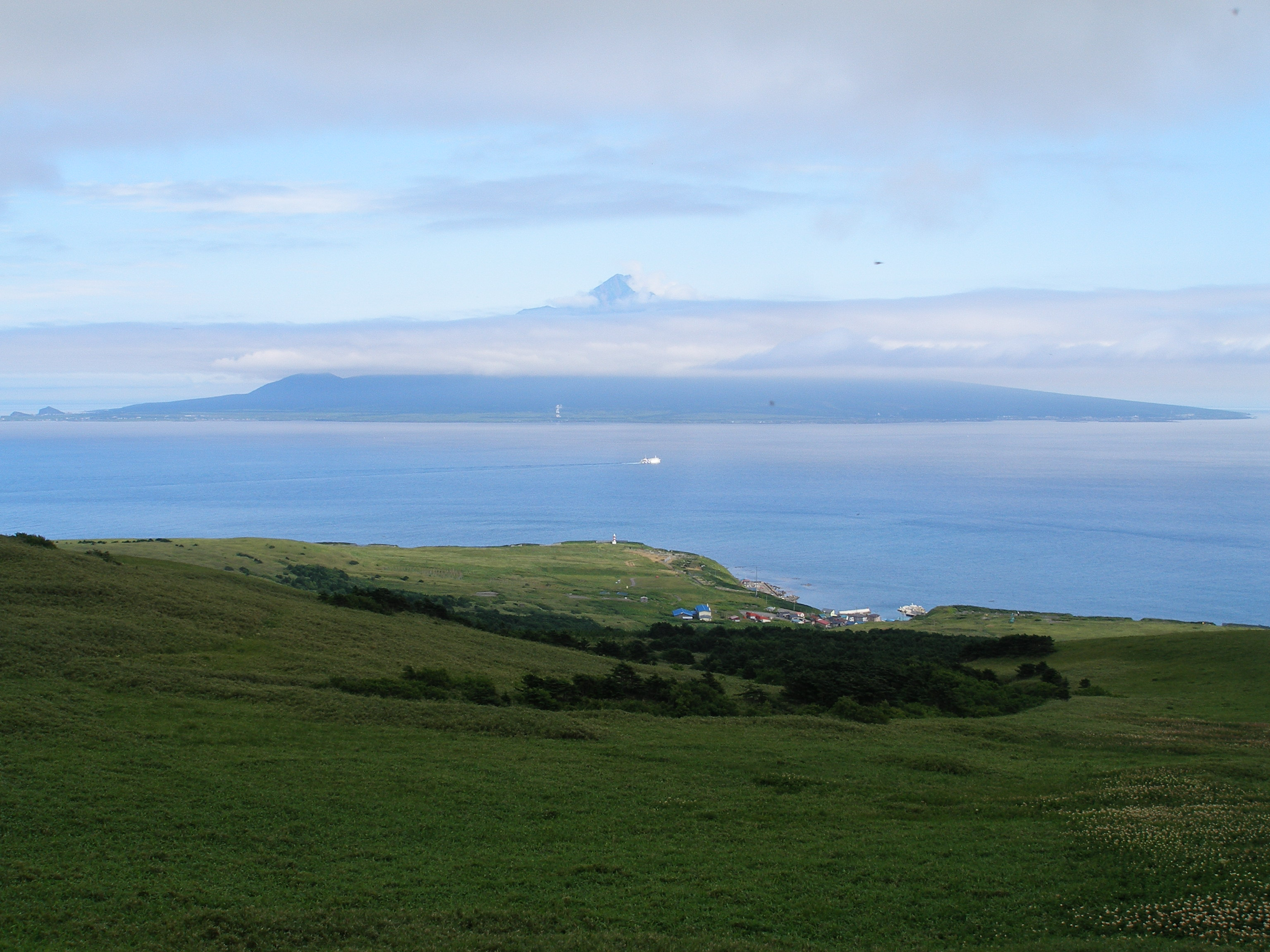
منظره جزیرهٔ ریشیری از کوه
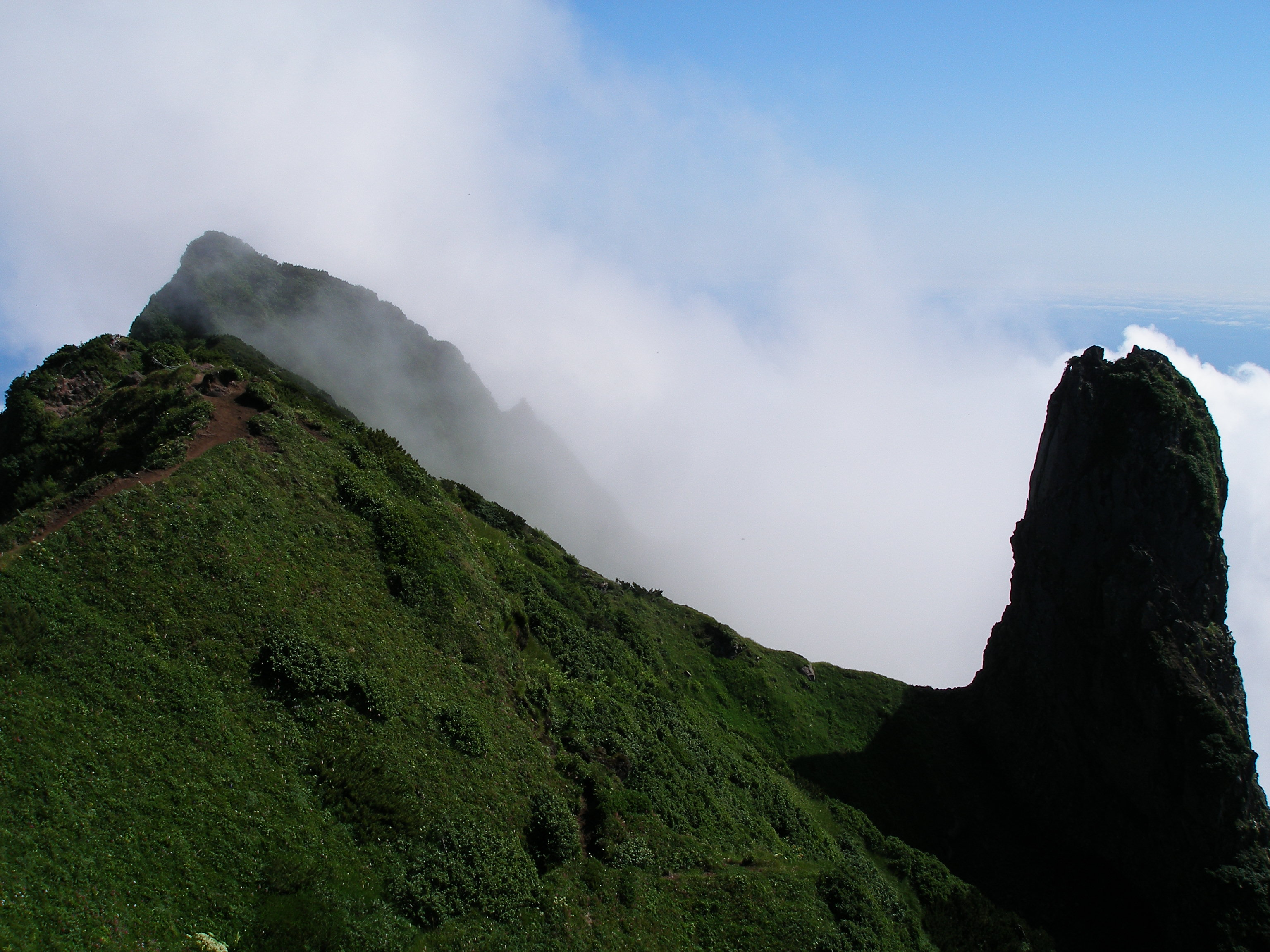
قله کوه ریشیری
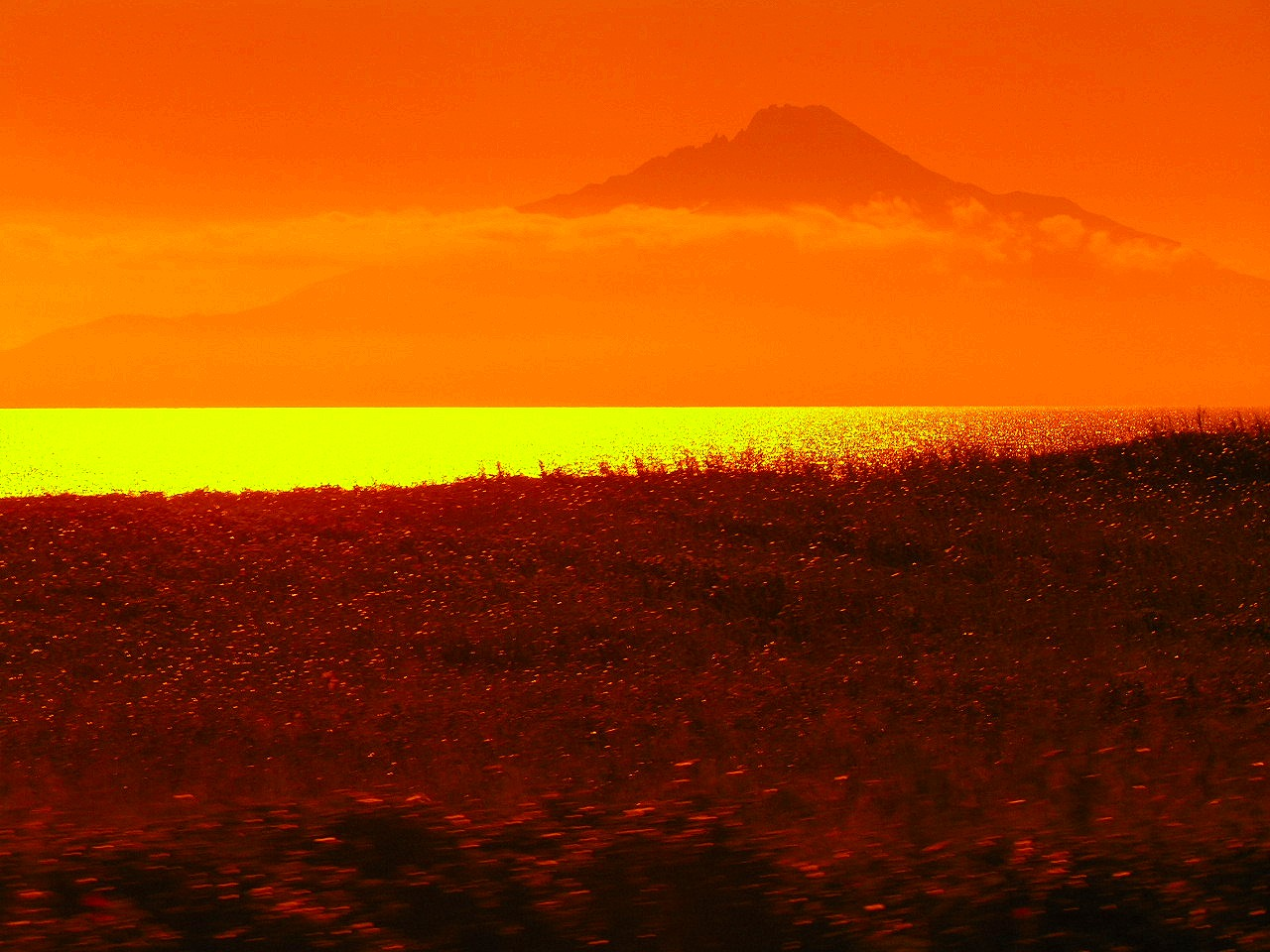
منظرهٔ قله کوه ریشیری در غروب خورشید
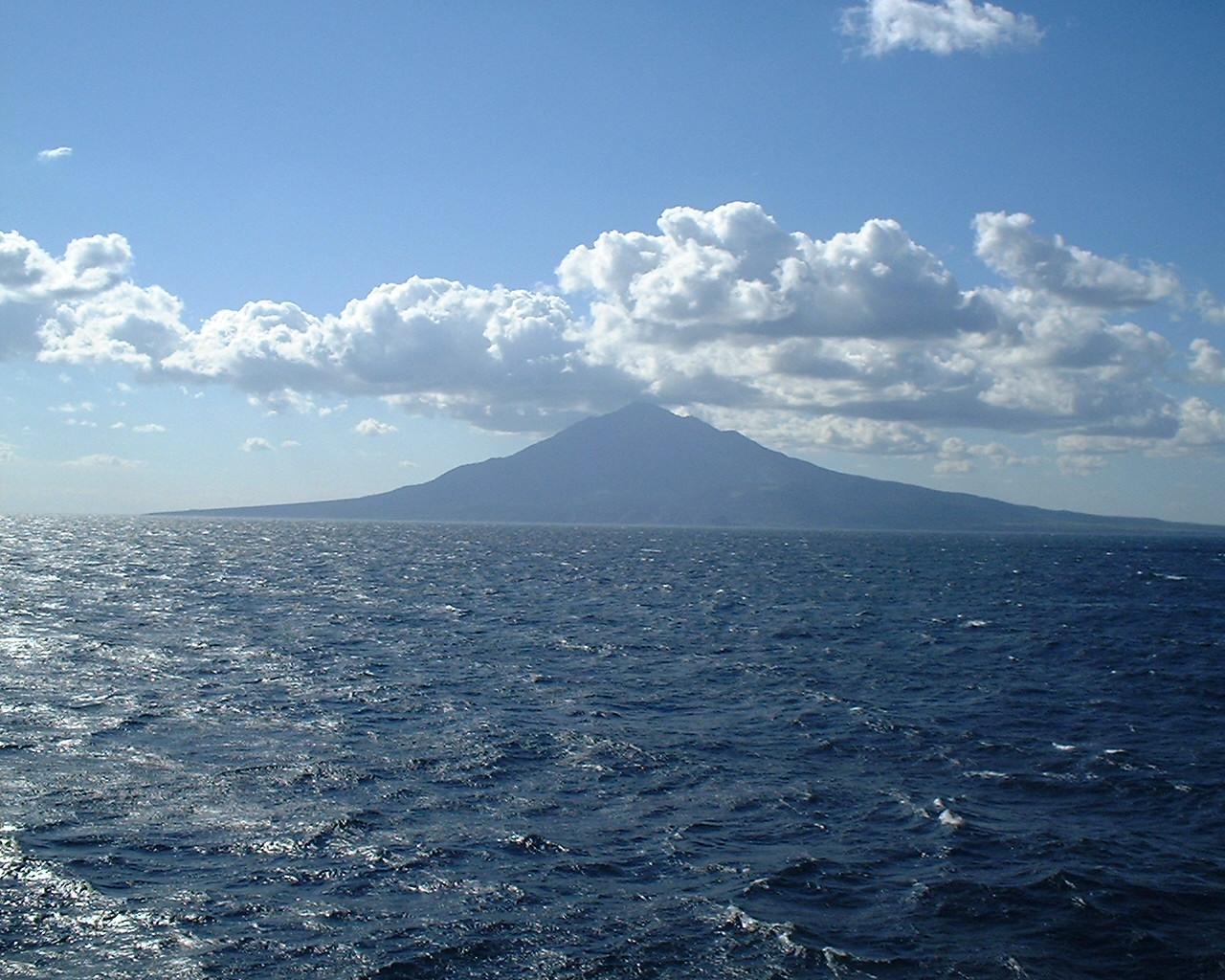
منظرهٔ قله کوه ریشیری از طرف دریا